# VII symfonia Schuberta
VII symfonia E-dur (D 729) – symfonia skomponowana przez Franza Schuberta w 1821 roku.

## Historia
Schubert rozpoczął prace nad VII Symfonią E-dur w sierpniu 1821 roku. W międzyczasie pracował nad oratorium Lazarus, które przerwał przed ukończeniem II aktu, naszkicował dwa akty opery Sakuntala oraz ukończył zamówioną operę Die Zauberharfe. Rozpoczął również pracę nad Mszą As-dur (D678).
Rękopis Symfonii E-dur jest wyjątkowy. Jest to w pełni zinstrumentowany utwór. Są to szkice orkiestrowe a nie fortepianowe, jak w przypadku innych dzieł Schuberta. Ponad 2/3 rękopisu (ok. 950 z 1.340 taktów) zawiera jedynie pojedynczą linię melodyczną. Schubert zostawił w partyturze miejsce na brakujące partie instrumentalne. Na ostatniej stronie rękopisu Schubert napisał Fine co świadczy, że dzieło zostało przez niego ukończone. Mimo to pozostawienie Symfonii E-dur w szkicach potraktowane zostało jako „fragment wielkiej, nie zrealizowanej do końca koncepcji”.
Po śmierci Schuberta szkice symfonii zostały przekazane przez jego brata Ferdynanda Felixowi Mendelssohnowi. O.E. Deutsch odnotował, że F. Mendelssohn, A. Sullivan oraz J. Brahms rozważali dokończenie VII Symfonii ze szkiców.

## Części utworu
VII Symfonia E-dur składa się z czterech części:
I Adagio – Allegro
II Andante
III Scherzo (Allegro)
IV Allegro giusto
W 1819 roku Schubert skomponował Uwerturę e-moll D 648 oraz rozpoczął kopiowanie IV Symfonii B-dur Beethovena, w której wolny wstęp jest w tonacji molowej a później przechodzi w dur. W przypadku Symfonii E-dur Schuberta początkowe Adagio jest w tonacji e-moll a później przechodzi w Allegro E-dur. Fragmenty utworu, które pozostały w szkicach orkiestrowych zostały zrekonstruowane. 
Autorzy rekonstrukcji VII Symfonii E-dur D 729 (w nawiasie podano datę rekonstrukcji):
1. John Francis Barnett (1880–1881)
2. Felix Weingartner (1934)
3. Brian Newbould (1977–1978)

## Numeracja
Numeracja Symfonii E-dur zmieniała się na przestrzeni lat. Lista kompozycji Schuberta został opracowana w latach 40. XIX wieku przez Aloisa Fuscha po konsultacji z bratem kompozytora, Ferdynandem. W katalogu tym numer VIII otrzymała Symfonia E-dur. W drugiej połowie XIX wieku George Grove zestawił symfonie Schuberta w porządku chronologicznym, w którym numer VIII otrzymała Symfonia h-moll. Twórcy zrewidowanego katalogu Deutscha z 1978 roku, Walter Durr i Arnold Feil wyłączyli z Katalogu Deutscha VII Symfonię E-dur. Ich stanowisko jest kwestionowane i szeroko dyskutowane w świecie muzycznym.

## Literatura
- Brian Newbould – Schubert and the Symphony. A New Perspective, Toccata Press, 1992.
- Tadeusz Marek – Schubert, PWM, Kraków, 1988.
- Michael Steinberg – The Symphony. A Listener's Guide, Oxford University Press, New York, 1995

## Nagrania
Schubert The 10 Symphonies, Academy of St. Martin in the Fields – Neville Marriner, 6 CD Set, PHILIPS, 470 886-2.